# Anna Hume
Anna Hume (ca. 1600 – ca. 1700) è stata una traduttrice, poetessa e scrittrice scozzese.

## Biografia
Figlia dello storico e poeta giacobino David Hume di Godscroft, si occupò della pubblicazione postuma dell'opera di suoi padre History of the House and Race of Douglas and Angus, pubblicò The Triumphs of Love, Chastitie, Death: translated out of Petrarch by Mrs. Anna Hume, e si presume che abbia tradotto anche molti dei poemi latini del padre.
La sua pubblicazione di History of the House and Race of Douglas and Angus fu oggetto di dibattito, in quanto William Douglas, undicesimo conte di Angus e primo Marchese di Douglas fu deluso dal lavoro svolto da Anna Hume. Douglas consultò William Drummond di Hawthornden che ammise varie imperfezioni e visioni stravaganti di Hume. Hawthornden, comunque, non ostacolò la pubblicazione dell’opera, poiché credeva che la soppressione del libro avrebbe rovinato la reputazione della nobildonna che, a quanto lei afferma, ha rischiato la sua intera fortuna con questa pubblicazione. Drummund di Hawthornden, dopo aver osservato i versi di lode di Anne Hume, si dichiarò indegno dello “stemma di un ingegno così complesso e raro”.

## Famiglia
Il padre di Anna Hume, Hume di Godscroft, fu uno storico, poeta e politico scozzese. Il nonno, David Hume di Wedderburn prese parte a diverse guerre in Scozia e fu presente alla battaglia di Ancrum Moor del 1545 e la battaglia di Pinkie del 1547. Fu catturato dagli inglesi presso il castello di Dalkeith nel 1548, dove rimase prigioniero per due anni fin quando non venne pagato il riscatto. Inoltre, si schierò dalla parte della Regina di Scozia Maria durante la battaglia di Carberry Hill. La sua prima moglie fu Barbara Johnstone, madre di Anna Hume, conosciuta come "La gentile signora Wedderburn" per le opere di beneficenza e la buona influenza sulla comunità. Sono note poche informazioni riguardo agli antenati di Anna Hume da parte della madre.
Anche il bisnonno di Anna Hume, David Hume, fu un soldato attivo durante la battaglia di Flodden del 1513, nella quale suo padre e suo fratello maggiore vennero uccisi dagli inglesi. Egli guidò inoltre il clan contro il Duca di Albany nelle guerre di confine. È noto per aver decapitato nel 1517 il guardiano francese Antoine d'Arces de la Bastle, dopo che fu ucciso da John e Partick Hume. Sposò Alison Douglas, figlia del nobile scozzese George Douglas.

## Vita
Sono note poche informazioni riguardo alla vita di Anna Hume. Sono incerte le esatte date di nascita e di decesso, ma si presume che abbia vissuto dalla fine del XVI secolo alla seconda metà del XVII secolo. È nata da una famiglia nobile ed è cresciuta presso il castello di Wedderburn in Scozia.

## Opere
Anna Hume si presume abbia tradotto molti, se non tutti, dei poemi latini del padre. Uno dei maggiori ammiratori delle opere di Hume fu Drummond di Hawthornden. Tra la corrispondenza con Drummond vi è una lettera indirizzata “alla colta e nobile gentildonna, sig.ra Anna Hume, figlia del sig.re David Hume di Godscroft,” in cui è evidente la speciale ammirazione nei confronti di Drummond in alcuni versi lusinghieri. “Nobile signora”, afferma Drummond nel riconoscimento,
"I should be too ambitious, I will not say arrogant, if I thought that honour which you give me in your delicate verses to be due to the honoured, and not rather to the honourer. They reflect and turn back unto yourself, as to a more renowned wonder, that praise by desert which ye bestow upon me of your mere courtesy. Alas! my muses are of no such value to deserve the blazon of so pregnant and rare a wit."

### History of Douglas and Angus
Nel 1644, dopo la morte del padre, Anna Hume è stata decisiva per la pubblicazione in onore della memoria di suo padre, l’edizione dell’opera Storia delle case di Douglas e Angus. Il libro venne stampato a Edimburgo da Even Tyler, tipografo del Re, come volume di 440 pagine in formato in quarto. Anna Hume inoltre propose di dedicarlo al Marchese di Douglas, e credendo fosse appropriato che la sua signoria potesse leggere un libro concernente la propria famiglia, Anna spedì al Marchese una copia in anticipo richiedendo il suo consenso. L’opera narra la storia fino alla morte di Earl Archibald, ottavo Conte di Angus.
La sua pubblicazione di History of the House and Race of Douglas and Angus fu oggetto di dibattito, poiché William Douglas, unidcesimo conte di Angus e primo Marchese di Douglas fu deluso dall’opera di Hume, in quanto credeva presentasse vari difetti e visioni stravaganti: "By confession, Hume had infused his own political opinions and criticisms into his narrative, had not slurred over the rebellions of some of the Douglases, and their conflicts with the Crown, but, on the contrary, had been frank in his commendations at such points, and his explications of the principle of popular liberty as opposed to kingly power." [Confessando, Hume ha incluso le proprie opinioni politiche e critiche all’interno del suo racconto, non ha sorvolato sulle ribellioni di alcuni dei Douglas e i loro conflitti con la Corona, ma al contrario, è stato onesto nei suoi elogi in tali punti e nelle sue spiegazioni del principio di libertà popolare che si oppone al potere regale].